# 2022년 두산 베어스 시즌
2022년 두산 베어스 시즌은 두산 베어스가 KBO 리그에 참가한 24번째 시즌이며, OB 베어스 시절까지 합하면 41번째 시즌이다. 김태형 감독이 팀을 이끈 8번째 시즌으로, 김재환이 주장을 맡았다. 팀은 전년도 역대 최다 탈삼진 1위(225)를 기록한 미란다가 어깨 부상으로 이탈해 시즌 도중 퇴출된 데다 '토종 에이스' 이영하마저 개인사 때문에 시즌 도중 이탈해 마운드가 무너진 데 이어  김재환 허경민 정수빈 등 주축 타자들이 기대 이하의 모습을 보인 탓인지 10팀 중 정규 시즌 9위에 그쳐 구단 역사상 최하위 순위(8개 구단 체제에서 최하위인 8위를 기록했던 것이 종전 최하 순위였다.), 최다 패와 더불어 2014년 이후 8년 만에 포스트시즌 진출에 실패하고 말았다.

## 타이틀
- 항저우 아시안 게임 국가대표: 정수성(코치)
- U-23 야구 월드컵 은메달: 송승환
- MLB 월드 투어: 코리아 시리즈 2022 KBO 올스타: 곽빈, 허경민
- KBO 골든글러브: 양의지 (포수)
- KBO 신인상: 정철원
- 일구상 신인상: 정철원
- 조아제약 프로야구대상 신인상: 정철원
- 스포츠서울 올해의 신인상: 정철원
- 프로야구 40주년 레전드 올스타 40인: 박철순 (11위), 김동주(1975년) (29위), 홍성흔 (36위), 우즈 (40위)
- 일간스포츠 선정 프로야구 40주년 올스타: 박철순 (선발투수 5위)
- 김광수 선정 프로야구 올타임 베스트: 김동주(1975년) (3루수)
- 양상문 선정 프로야구 올타임 베스트: 김재호 (유격수)
- 한국대학스포츠협의회 선정 인하대학교 출신 올스타: 이현승 (투수)
- 한국대학스포츠협의회 선정 고려대학교 출신 올스타: 김동주(1975년) (3루수), 심재학 (우익수)
- 올스타전 추천선수: 박세혁, 허경민, 최원준
- 마구마구 레전드 카드: 김동주
- 병살 유도: 스탁 (25)

### 퓨처스리그
- 리얼글러브 퓨처스리그: 송승환, 홍성호, 김동주(2002년)
- 퓨처스 올스타: 김동주(2002년), 박성재, 송승환, 김대한
- 북부리그 홈런: 김민혁, 홍성호 (10)
- 북부리그 이닝: 박웅 (105.2)

## 선수단
- 선발투수: 곽빈, 최원준, 스탁, 브랜든, 이영하, 미란다
- 구원투수: 정철원, 김명신, 최승용, 박정수, 박치국, 이병헌, 박웅, 이형범, 권휘, 최지강, 장원준, 김지용, 김동주(2002년), 이승진, 전루건, 이현승, 임창민, 박신지, 윤명준
- 마무리투수: 홍건희, 김강률
- 포수: 박세혁, 안승한, 최용제, 박유연, 장승현
- 1루수: 양석환, 김민혁, 권민석, 강진성
- 2루수: 강승호, 서예일, 오재원
- 유격수: 안재석, 김재호, 전민재, 이유찬
- 3루수: 허경민, 박계범
- 좌익수: 김재환, 신성현, 강현구, 송승환, 조수행
- 중견수: 정수빈, 김태근
- 우익수: 김인태, 안권수, 김대한, 양찬열, 홍성호
- 지명타자: 페르난데스

## 여담
- 홈구장인 서울종합운동장 야구장의 좌석 수를 기존 25000석에서 23750석으로 축소했다.
- 박세혁은 2015년 이후 KBO 시범경기 사상 최초로 통산 10사구를 달성했다.
- 최용제는 전반기 스트라이크 대비 파울 비율 100%로 2013년 이후 KBO 리그 단일 시즌 전반기 최고 기록을 세웠다.
- 페르난데스는 전반기 23병살로 KBO 리그 단일 시즌 전반기 최다 기록을 세웠다.
- 페르난데스는 34개의 병살타를 쳐 KBO 리그 역대 단일 시즌 최다 병살타를 기록했으며, KBO 리그 외국인 선수 중 최초로 KBO 통산 100 병살을 기록했다.
- 미란다는 이 시즌 연봉이 16억 원이었음에도 불구하고 WAR -0.11에 그쳐 KBO 리그 역대 단일 시즌 음수 WAR을 기록한 선수 중 최고 연봉 선수가 되었다.
- 최원준은 3루 견제를 총 7번 시도하여 2013년 이후 KBO 리그에서 단일 시즌 최다 기록을 세웠다.
- 미란다는 이 시즌 2피안타로 KBO 리그 외국인 투수 최고 기록을 세웠다.
- 양석환은 스트라이크 존 밖 투구 스윙률 45.4%로 2013년 이후 규정 타석 충족 타자 중 단일 시즌 최고 기록을 세웠다.
- 페르는데스는 이 시즌을 끝으로 KBO 리그를 떠나 KBO 리그 통산 3000타석 미만 타자 중 통산 최다 병살타(101) 기록을 세웠다. 또한 KBO 리그 외국인 타자 통산 포스트시즌 최다 2루타(7), 최다 땅볼 아웃(38), 최다 뜬공 아웃(28), 최다 병살타(7) 기록을 세웠다.
- 최용제는 이 시즌을 끝으로 은퇴하여 2013년 이후 KBO 리그 포수 중 통산 최저 수비율(66.7)을 기록했다.
- 2023 신인드래프트에서 포수 윤준호를 지명하여 윤준호는 최강 몬스터즈에서 최초로 KBO 신인드래프트 지명을 받은 선수가 되었다.
- 시즌 종료 후 최강 몬스터즈에서 감독을 맡던 이승엽을 감독으로 선임함에 따라, 이승엽은 최강 몬스터즈에서 KBO 리그로 '복귀'한 첫 사례가 되었다.

## 같이 보기
- 2022년 한화 이글스 시즌
- 2023년 두산 베어스 시즌